# Ratolí camperol d'Angola
El ratolí camperol d'Angola (Myomyscus angolensis) és una espècie de mamífer rosegador de la família dels múrids. És endèmic de l'oest d'Angola. El seu hàbitat natural són les sabanes. Probablement es tracta d'un animal comensal. És una espècie en risc mínim, és a dir, no sembla que hi hagi cap amenaça significativa per a la seva supervivència. El seu nom específic, angolensis, significa ‘angolès’ en llatí.